# 56361 Marcomontagni
56361 Marcomontagni è un asteroide della fascia principale. Scoperto nel 2000, presenta un'orbita caratterizzata da un semiasse maggiore pari a 2,239797 UA e da un'eccentricità di 0,182229, inclinata di 2,965803° rispetto all'eclittica. Ha un diametro di 2,740 km.